# 1059

## Události
- Mikuláš II. vyhradil volbu papeže pro kardinály a biskupy
- lateránská synoda potvrdila učení o reálné přítomnosti při slavení eucharistie a zavrhla Berengariusovo pojetí duchovní přítomnosti
- Izák I. Komnenos rezignoval na byzantský trůn, nahradil je Konstantin X. Dukas

## Narození
- ? – Fulcher ze Chartres, francouzský kronikář a účastník první křížové výpravy († 1127)
- ? – Štěpán Harding, opat Citeaux, katolický světec († 1134)

## Úmrtí
- 29. června – Bernard II. Saský, saský vévoda z dynastie Billungů (* po 990)
- 14. srpna – Giselbert Lucemburský, hrabě z Lucemburska (* okolo 1007)
- ? – Michael Kerullarios, patriarcha konstantinopolský (* kolem 1000)
- ? – Michael VI., byzantský císař (* ?)

## Hlavy států
- České knížectví – Spytihněv II.
- Papež – Mikuláš II.
- Svatá říše římská – Jindřich IV.
- Anglické království – Eduard III. Vyznavač
- Aragonské království – Ramiro I.
- Barcelonské hrabství – Ramon Berenguer I. Starý
- Burgundské vévodství – Robert I. Starý
- Byzantská říše – Izák I. Komnenos / Konstantin X. Dukas
- Dánské království – Sven II. Estridsen
- Francouzské království – Jindřich I.
- Kyjevská Rus – Izjaslav I. Jaroslavič
- Kastilské království – Ferdinand I. Veliký
- Leonské království – Ferdinand I. Veliký
- Navarrské království – Sancho IV.
- Norské království – Harald III. Hardrada
- Polské knížectví – Boleslav II. Smělý
- Skotské království – Malcolm III.
- Švédské království – Emund Starý
- Uherské království – Ondřej I.